# اچ‌ام‌اس هیاکینس (۱۸۰۶)
اچ‌ام‌اس هیاکینس (به انگلیسی: HMS Hyacinth) یک کشتی است که طول آن ۱۰۸ فوت ۹ اینچ (۳۳٫۱ متر) می‌باشد. این کشتی در سال ۱۸۰۶ ساخته شد.